# ミリスチン酸イソプロピル
ミリスチン酸イソプロピル（英: Isopropyl myristate）は、脂肪酸の1種であるミリスチン酸のカルボキシ基と、イソプロピルアルコールの水酸基とがエステル結合してできた、脂肪酸エステルの1種である。なお、ミリスチン酸とはテトラデカン酸のことなので、テトラデカン酸イソプロピルとも呼ばれる。

## 用途
皮膚への浸透性に優れ、クレンジングオイルやハンドクリームなど化粧品の基剤、医薬品の乳化剤、賦形剤、溶解補助剤、ワンプッシュ式殺虫剤の溶媒などに用いられる。

## 法規制
日本の消防法では、危険物第4類第三石油類（非水溶性）に区分される。